# アイスパワー
アイスパワー (ICEpower) は、デンマークのアンプメーカーバング&オルフセン アイスパワー社 (Bang & Olufsen ICEpower a/s) のブランドである。
1999年にコペンハーゲン郊外のリンビー (Kongens Lyngby) で創業し、独自の特許技術を駆使したD級アンプを設計・開発している。

## 歴史
ICEpowerの特許技術は、創設者の1人 Karsten Nielsen がデンマーク工科大学 (Technical University of Denmark) での博士課程で研究していた技術がベースとなっており、現在もICEpower製品の全てでこの技術が基礎となっている。
Karsten Nielsen の1994年の博士学位論文 Audio Power Amplifiers Techniques Based on Efficient Power Conversionは、バング&オルフセン (B&O) との共同プロジェクトとして行われ、1997年に BeoLab 1 に採用された。また、Nielsen は1998年に博士課程を修了し、その後 B&O に採用された。
その後、1999年にバング&オルフセンとのジョイントベンチャー Bang & Olufsen PowerHouse として創業した。2001年に社名を現在の Bang & Olufsen ICEpower に変更した。2008年7月のKarsten Nielsenの退職を機に、B&Oの100%子会社となった。

## 技術の特徴
設立当初は一般・プロ用アンプでスタートしたが、現在はオートモーティブ用アンプ、携帯電話・ポータブル機器用アンプの開発も行っている。アンプの特性を最大限に引き出すためにスイッチング電源の開発も行っており、ICEpowerの独自技術を用いることでAC電源やバッテリーからスピーカーまで高効率な電力伝送が可能となっている。
ICEpowerのアンプは周波数特性やノイズ特性においても優れた性能を持っており、例としてパイオニアのAVアンプ SC-LX90 で採用された10chパワーアンプとスイッチング電源では10ch・1400W同時出力を実現しTHX社の最高規格 THX Ultra2 Plus に対応している。
ICEpowerの高効率アンプ・電源技術と従来のAB級アンプを凌ぐオーディオ性能はオーディオ業界で高く評価され、B&Oやパイオニア以外にも海外の高級オーディオアンプで多くの採用実績を持つ。

### COMとMECC
ICEpowerのアンプはアナログ領域で信号処理を行うため、アナログクラスDと呼ばれている。従来のPWMアンプとは異なり、ICEpowerは三角波を必要としない自励発振式で複数のフィードバックループを持ち、COM (Controlled Oscillating Modulator) とMECC (Multivariable Enhanced Cascade Control) という2つの独自技術で成り立っている。
COM
はローパスフィルタの内側のループで、自励発振型のクローズドループシステムである。このループで出力段での非線形性を抑制するとともに高いPSRRを実現している。また、変調とフィードバック制御を同じブロックで行うため、回路構成は非常にシンプルである。
MECC
ローパスフィルタの外側、即ちアンプ出力端子からのフィードバックループである。MECCによってローパスフィルターで生じる非線形性が抑制され、AB級アンプを凌ぐ極めて低い出力インピーダンスと高いスピーカー制動力を得ることができる。

### Intelligent Switch-Mode Power Supply
アンプの性能を最大限に引き出すために、ICEpowerでは独自技術を用いて高効率で低ノイズのスイッチング電源を開発している。ICEpowerのアンプと電源を組み合わせることで、高効率・高性能なオーディオ製品が実現可能となる。

## 製品

### モジュール製品
Aシリーズ
ICEpower250A／ICEpower500A／ICEpower1000A
主に業務用・高級オーディオ向け1chアンプ（片電源BTL）モジュール。250W、500W、1000W（4Ω）の3モデル。
ASPシリーズ
ICEpower250ASP／ICEpower500ASP／ICEpower1000ASP
主に業務用・高級オーディオ向け1chアンプ（片電源BTL）とスイッチング電源を搭載したモジュール。250W、500W、1000W（4Ω）の3モデル。
ASC・AC・SCシリーズ
ICEpower200ASC／ICEpower200AC／ICEpower200SC
主に民生用。200ASCは1chアンプ（片電源BTL）とスイッチング電源を搭載したモジュール。200ACは200ASCからスイッチング電源を取り除いたアンプモジュール。200SCは200ASCからアンプを取り除いた電源モジュール。200ASCと200ACのアンプ出力は200W（4Ω）。
ASX2シリーズ
ICEpower50ASX2／ICEpower125ASX2／ICEpower250ASX2
民生用・業務用・高級オーディオ等、幅広いレンジの2chアンプ（両電源SE）とスイッチング電源を搭載したモジュール。50W×2ch, 125W×2ch, 250W×2ch（4Ω）の3モデル。それぞれ1chのBTLアンプとして使用することも可能。
ICEtheaterシリーズ
ICEtheater7
ホームシアター向けの7chアンプ（両電源SE）とスイッチング電源を搭載したモジュール。150W×7chの1モデルのみ。THX Select2 の認証を取得している。
ICEmatchシリーズ
ICEpower80AM2
マルチチャンネル向け、80W×2ch（8Ω）のアンプモジュール。BTLアンプとして使用することも可能。BTLの場合は160W×1ch（8Ω）。
ICEpower400SM
主にICEpower80AM2とペアで使用する電源モジュール。最大でICEpower80AM2モジュールを8つ駆動することができる（最大16ch）。
ICEpower80AM2とICEpower400SMはさまざまなコンビネーション（マッチング）でアンプを構成することができ、フレキシブルなソリューションである。モジュールの高さは1Uサイズに納まり、設計の自由度を高めることが可能。
ICExtend
アンプモジュールではなく、アンプにアドオンして使用するモジュール。ICExtendをペアで使用することにより、主にErP対応、ユニバーサルメイン化やスタンバイ機能、そして外部への電源供給能力も向上させることができる。

これらの製品は全てICEpowerが選定したEMS工場で製造されている（日系企業との関係は無い）。また、これらのモジュールのデータシートはICEpowerのホームページから取得可能である。

### その他の製品
モジュール製品以外にもソリューションを供給しており、それらはICEpower独自のチップセットの販売、ICEpower独自のIPをライセンスするなどのビジネスモデルであり、カスタム製品や、オートモーティブ用アンプ、携帯電話・ポータブル機器用アンプなどで採用されている。
英文ではあるが、これらの情報もICEpowerのホームページから取得可能である。

## アジアでの拠点
ICEpowerは2007年に ICEpower Japan を設立し、東京オフィス（現在では千葉県鎌ケ谷市に移転）よりアジア全域のオペレーションを行っている。ICEpowerは基本的に代理店は置いておらず、ICEpower Japan が直接顧客と取引きを行っている。ただし、ICEpowerは一般消費者向けの販売は行っておらず、取引対象はあくまでも企業のみである。